# Brian M. Wiprud
Brian M. Wiprud, né en 1961 à Washington, est un écrivain américain, auteur de roman policier.

## Biographie
Brian M. Wiprud  est expert en ingénierie des tunnels souterrains de New York.  
En 2000, il publie son premier roman, Sleep with the Fishes. En 2001, avec Pipsqueak, il commence une série consacrée à Garth Carson, un taxidermiste de New York. Avec ce roman, il est lauréat du Prix Lefty 2003.
En 2009, avec Feelers, il commence une nouvelle série consacrée à Morty Martinez, un pilleur de maisons espérant trouver de l'argent des propriétaires décédés qui ne faisaient pas confiance aux banques. L'action de cette série est située à Brooklyn.
Brian M. Wiprud est un pêcheur à la mouche assidu et écrit des articles dans de nombreux magazines de pêche, comme Fly Fisherman, American Angler (en) et Fly Fishing America.

## Œuvre

### Romans

#### SérieGarth Carson
- Pipsqueak (2001)
- Stuffed (2005)
- Tailed (2007)

#### SérieMorty Martinez
- Feelers (2009)
- Ringer (2011)

#### SérieLinsenbigler
- Linsenbigler (2017)
- Linsenbigler The Bear (2017)

#### Autres romans
- Sleep with the Fishes (2000)
- Crooked (2006)
- Buy Back (2010)
- The Clause (2012)

### Autre ouvrage
- Making the Dawn Welcome (1999) (coécrit avec Helen Hills)

## Prix et distinctions

### Prix
- Prix Lefty 2003 pour Pipsqueak[3]

### Nominations
- Prix Barry 2003 du meilleur livre de poche pour Pipsqueak[4]
- Prix Barry 2007 du meilleur livre de poche pour Crooked[4]
- Prix Shamus 2007 du meilleur livre de poche pour Crooked[5]
- RT Book Reviewers Choice Award 2011 du Best Contemporary Mystery pour Ringer[6]